# Coleophora lutipennella
Coleophora lutipennella é uma espécie de mariposa do gênero Coleophora pertencente à família Coleophoridae.